# Tenma Tsukamoto
Tenma Tsukamoto (塚本 天満 Tsukamoto Tenma?) es la protagonista femenina de la serie School Rumble. Es la más pequeña de la clase 2-C  y es la hermana mayor de Yakumo.

## Historia
Tenma es poco desarrollada para su edad, por lo que suele ser confundida como la hermana menor. Es despistada, lenta y torpe; pero también alegre y suele hacer amigos con facilidad, tiene la particularidad de olvidar fácilmente lo que sea, por ello si durante una conversación hay una pausa de más de diez segundos, ella perderá totalmente el hilo del tema.
Su apariencia llama la atención por su cabello negro y largo que adorna haciéndose dos coletas sobre sus orejas las cuales cambian de posición según su estado de ánimo o para usarla como una ayuda para su memoria.
Le gusta la lucha profesional y esquiar es una de las destrezas que tiene (deporte en la que su hermana Yakumo es torpe), tiene el nivel de un deportista profesional y con el arco también; además, puede doblar cucharas con la mente. Es mala cocinando, lo hace peor que Eri Sawachika.
Hace años atrás, Harima la salvó de un asalto y la llevó a su casa para cuidarla, pero huyó de él por creer que iba a abusar de ella; actualmente, gracias al cambio de aspecto de Harima y la pobre memoria de Tenma, este incidente ha quedado semi olvidado. 
En el manga, Karasuma tiene una enfermedad que lo ha hecho olvidar sus momentos en el colegio e incluso ha olvidado a Tenma por lo que ella va a Estados Unidos a estudiar medicina y ayudar a Karasuma.
Recientemente Tenma le ha escrito una carta a Yakumo en el que asegura que Karasuma está empezando a recordar algunas cosas. Al final llega Harima e incluso llora, de pronto todos empiezan a lanzarse pasteles.

## Vida Amorosa
Está enamorada de Oji Karasuma y nunca se llega a dar cuenta de que tanto Harima como Nara y Tennouji están interesados en ella. Es bastante sobreprotectora con su hermana Yakumo, y cree que ésta y Harima están saliendo juntos hasta que Harima revela que solo lo estaba ayudando con su manga, sin embargo, constantemente le impone pruebas y saca disparatadas conclusiones ya que erróneamente se considera un perito en temas amorosos mientras que a Yakumo la ve como a una ingenua muchacha que no sabe sobre hombres.
En el último capítulo de la serie (School Rumble Sangakki), Tenma escucha que Harima la ama profundamente y que por eso la ayuda a ir con Karasuma, y reconoce que tal vez lo haya "escuchado" anteriormente. Esto lo menciona ya en el avión rumbo a Estados Unidos, sin que nadie más que ella lo sepa.

- Datos: Q4389282